# 채시라의 토요객석
《채시라의 토요객석》은 1999년 2월 6일부터 1999년 8월 28일까지 방송된 KBS 1TV의 음악 프로그램이다.

## 기획 의도
클래식 스타들의 음악과 삶, 에피소드 등 클래식 스타들의 삶과 클래식 정보를 소개하는 음악 프로그램이다.

## 방송 시간
| 방송 채널 | 방송 기간                        | 방송 시간                                              | 비고 |
| --------- | -------------------------------- | ------------------------------------------------------ | ---- |
| KBS 1TV   | 1999년 2월 6일 ~ 1999년 2월 20일 | 매주 토요일 오전 10시 50분 ~ 낮 12시 (1시간 10분)      |      |
| KBS 1TV   | 1999년 2월 27일                  | 토요일 오전 11시 ~ 낮 12시 (1시간)                     |      |
| KBS 1TV   | 1999년 3월 6일 ~ 1999년 5월 1일  | 매주 토요일 오전 오전 10시 50분 ~ 낮 12시 (1시간 10분) |      |
| KBS 1TV   | 1999년 5월 8일 ~ 1999년 6월 26일 | 매주 토요일 오전 10시 ~ 11시 5분 (1시간 5분)           |      |
| KBS 1TV   | 1999년 7월 3일~ 1999년 8월 28일  | 매주 토요일 밤 12시 ~ 새벽 1시 5분 (1시간 5분)         |      |

## 진행자
- 채시라